# Extensômetro

Extensómetro típico.

Extensômetro é um transdutor capaz de medir deformações mecânicas em corpos de prova. É um bipolo de resistência nominal que quando fixado sobre o corpo de interesse, sofre a mesma deformação, e então sua resistência é alterada. Essa variação resistência é lida por outro dispositivo e então processada para obter a informação desejada.
Para melhor funcionamento, um extensômetro deve apresentar características definidas e ser utilizado em conjunto com circuitos que auxiliem na medição. Também serão necessárias correções para que a leitura da deformação seja correta.

## Características físicas
Um extensômetro típico apresenta um formato de "grade", com apenas um fio percorrendo em ziguezague o caminho entre os terminais.  A construção é desta maneira para maximizar o comprimento do fio, e com uma área transversal mínima para que deformações em sentidos que não são de interesse não causem uma variação indesejada na resistência, levando ao erro da medição.
Um extensômetro ideal apresentaria coeficiente de Poisson nulo.

## Princípio de funcionamento
O extensômetro é acoplado no corpo de maneira que a "grade" fique paralela ao sentido da deformação que deseja-se medir. Traçando uma reta entre os dois terminais, esta deve ficar perpendicular à tensão de interesse, pois queremos que o extensômetro, ao sofrer deformação, apresente tração ou compressão do fio que forma a grade.
Todo corpo sob ação de uma tensão apresenta uma deformação. No regime em que esta deformação é elástica, temos uma proporção linear entre a tensão aplicada e a deformação sofrida (Lei de Hooke):
onde {\displaystyle E} é o módulo de Young (ou módulo de elasticidade) do material, {\displaystyle \epsilon } é a deformação elástica e {\displaystyle \sigma } é a tensão aplicada.

### Sensibilidade à distensão
Parâmetro fundamental de extensômetros, {\displaystyle GF} é um fator quantitativo definido pela mudança fracional da resistência elétrica pela deformação:
Onde {\displaystyle GF} é o "fator de medida" (gauge factor) do extensômetro. Os extensômetros mais utilizados são de uma liga de cobre e níquel, para os quais temos um {\displaystyle GF} de aproximadamente 2. 
Assim, medindo a variação da resistência do sensor, obtém-se o valor da deformação. Sabendo o módulo de Young do material, é possível obter a tensão aplicada. 

### Pontes de Wheatstone
Entretanto, não é fácil medir as variações de resistência pois são valores muito pequenos, pois a magnitude da deformação {\displaystyle \epsilon } é pequena. Para tal, são utilizadas pontes de Wheatstone, e mede-se a tensão de saída deste circuito.
Trocando resistores de uma ponte de Wheatstone equilibrada por extensômetros, uma variação na resistência devido a uma deformação mecânica irá gerar uma tensão de saída diferente de zero. Ao medir esta tensão (com um multímetro, por exemplo) é possível obter a deformação utilizando a equação do extensômetro.
Existem três modos de utilizar extensômetros em uma ponte de Wheatstone: circuito Um Quarto de Ponte, circuito Meia Ponte e circuito Ponte Completa.

#### Circuito Um Quarto de Ponte
Ao substituir apenas um dos resistores por um extensômetro e mantendo a ponte equilibrada, a relação entre a tensão de saída e a tensão de excitação, em função da deformação e de {\displaystyle GF} será:
A relação não é linear, logo será necessário uma manipulação algébrica para obter o valor da deformação.

#### Circuito Meia Ponte
Utilizando dois extensômetros na ponte, de maneira que um sofra contração quando o outro sofrer alongamento. Esta construção apresenta relação linear entre a tensão de saída e a deformação:
Assim também se obtém uma maior tensão de saída para a tensão aplicada. Entretanto, nem sempre é possível acoplar dois extensômetros da maneira requisitada, tornando o circuito Um Quarto de Ponte o mais utilizado.

#### Circuito Ponte Completa
Todos os resistores de uma ponte de Wheatstone são substituídos por extensômetros, de modo que extensômetros adjacentes sofram deformações em sentidos contrários. Obtém-se a melhor relação entre a tensão de saída e a deformação:
Temos assim a maior tensão de saída possível bem como uma relação direta com a deformação. Um circuito Ponte Completa é utilizado para realizar medições de torque. Para tal, considera-se novamente que o material se encontra em regime elástico de deformação, e utilizam-se as equações 
onde: 
- {\displaystyle \tau }: Tensão de cisalhamento;
- {\displaystyle \gamma }: Deformação por cisalhamento;
- {\displaystyle G}: Módulo de cisalhamento;
- {\displaystyle T}: Torque aplicado;
- {\displaystyle r}: Distância entre o eixo de rotação e o extensômetro;
- {\displaystyle J}: Momento de inércia correspondente à área da seção transversal do corpo de prova.

## Correções necessárias

### Temperatura
Em um circuito Um Quarto de Ponte, é comum casos em que o extensômetro, acoplado ao corpo de prova, está distante do resto do circuito. Com variação da temperatura, os fios de cobre que ligam o extensômetro podem contrair ou dilatar, variando assim sua resistência. Isso causará uma tensão de saída diferente de zero ainda que não há nenhuma deformação no extensômetro, uma vez que a ponte não estará mais balanceada. Para escapar deste problema, é conectado um terceiro fio na perna do transdutor adjacente ao resistor da ponte. A medição da tensão de saída é feita então neste terceiro fio.

#### Dummy Gauge
Outro problema é a dilatação dos fios do próprio extensômetro devido à variação da temperatura. Para corrigir, é possível utilizar um dummy gauge. Substitui-se o resistor da ponte adjacente ao extensômetro ativo por outro extensômetro igual, mas de maneira a não sofrer nenhum deformação mecânica. Assim, ambos extensômetros sofrem as mesmas variações de temperatura, mantendo a ponte equilibrada quando não há deformações. Novamente, se estes extensômetros estão afastados do resto do circuito, utiliza-se a técnica do terceiro fio.

### Compensação
Digamos que a resistência nominal (sem deformação) do extensômetro seja de 120 Ω. Então iremos utilizar resistores fixos de 120 Ω para montar uma ponte de Wheatstone equilibrada. Entretanto, no ato de fixar o sensor no corpo de prova pode ser causada uma pequena deformação, variando a resistência do extensômetro. Assim, quando não houver nenhuma deformação no corpo de prova, a tensão de saída será diferente de zero. Há duas maneiras de compensar esta tensão:

#### Via software
É possível medir a tensão de saída sem nenhuma deformação e subtrair este valor da medidas realizadas quando houver alguma tensão no corpo. É uma maneira rápida e fácil de compensar a leitura, entretanto o erro não é verdadeiramente eliminado.

#### Via hardware
Podemos substituir um resistor de resistência fixa da ponte de Wheatstone por um potenciômetro. A tensão de saída é lida enquanto a resistência do potenciômetro é alterada, até que a tensão seja zero. Então fixa-se o potenciômetro no valor de resistência aferido.

### Condicionamento de sinal

#### Filtragem
Como estes sensores são comumente utilizados em ambientes eletricamente ruidosos, deve-se eliminar ruídos que possam acoplar ao circuito. Filtros passa-baixa descartam sinais de altas frequências, melhorando a resolução da leitura.

#### Amplificação
Na prática, a saída de extensômetros é da ordem de 10 mV por volt de tensão de excitação da ponte de Wheatstone. Ou seja, se a tensão de excitação for 10 V, a tensão de saída será 100 mV. Logo, são necessários amplificadores para elevar o nível do sinal para aumentar a resolução da medição e melhorar a relação sinal-ruído.
Embora uma tensão de excitação maior gere uma tensão de saída proporcionalmente maior, a tensão maior pode também causar erros maiores por causa do autoaquecimento.

## Outros
Existem vários modelos construtivos de extensómetros dependendo da aplicação. Os extensômetros são fabricados com uma ou mais malhas (grid) de medição. Abaixo estão listados os modelos existentes:
- Uma malha de medição - Uniaxiais - Medição em uma direção apenas
- Duas malhas de medição - Biaxiais - Medição em duas direções
- Três malhas de medição - Rosetas - Medição em três direções
- Quatro malhas de medição - Rosetas - Medição em quatro direções
- Cadeia de medição - Vários extensômetros uniaxiais em paralelo